# عائلة هتلر
تضم عائلة هتلر أقارب وأسلاف أدولف هتلر (20 أبريل 1889)   - 30 أبريل 1945)، وهو سياسي ألماني نمساوي المولد وزعيم الحزب النازي، يُطلق عليه رسميًا اسم حزب العمال الوطني الاشتراكي الألماني (Nationalsozialistische Deutsche Arbeiterpartei أو NSDAP). كان ديكتاتورًا لألمانيا، وحمل لقبً مستشارً ألمانيا من عام 1933 إلى عام 1945، وشغل منصب رئيس الدولة بصفته فوهرر أوند رايشكانزلر من 1934 إلى 1945. يشتهر بالدور المركزي الذي يلعبه في ظهور النازية في ألمانيا، مما أثار بداية الحرب العالمية الثانية، ومقتل الملايين من الناس في الهولوكوست.
قبل ولادة أدولف هتلر، كان لاسم العائلة العديد من الاختلافات التي كانت تستخدم غالبًا بشكل متبادل تقريبًا. بعض المتغيرات الشائعة هي هتلر وهيدلر وهوتلر وهيتلر وهيتلر. قام الويس شيكلجروبر (والد أدولف) بتغيير اسمه في 7 يناير 1877 إلى «هتلر»، الذي كان الشكل الوحيد من الاسم الأخير الذي استخدمه أدولف.
لطالما كانت العائلة تهم المؤرخين وعلماء الأنساب بسبب عدم اليقين البيولوجي لجد هتلر من الأب وكذلك العلاقات العائلية للعائلة وتأثيرها النفسي على هتلر أثناء طفولته وما بعده.

## علم أصول الكلمات
قد يكون هتلر تنوعًا إملائيًا من اسم هيدلر، بمعنى الشخص الذي يقيم بجانب هيدل - في اللهجات البافارية النمساوية، وهو مصطلح يشير لينبوع من تحت الأرض أو النهر. أو قد أشار لقب هتلر إلى «الشخص الذي يعيش في كوخ» (Hütte الألمانية لـ «كوخ»).

## تاريخ العائلة

### أقرب أفراد الأسرة
تعود جذور شجرة عائلة هتلر إلى ستيفان هيدلر (مواليد 1672) وأغنيس كابيلر. (17 نوفمبر 1762 - 10 يناير 1829). 

### يوهان جورج ويوهان نيبوموك
يرتبط الأخوان يوهان جورج ويوهان نيبوموك هيدلر بأدولف هتلر بعدة طرق، على الرغم من أن العلاقة البيولوجية متنازع عليها.
تم إضفاء الشرعية على يوهان جورج واعتبرته ألمانيا النازية هو جد الأب المقبول رسميًا لهتلر. ما إذا كان في الواقع الجد البيولوجي لأب هتلر لا يزال غير معروف.  تزوج من زوجته الأولى عام 1824، لكنها توفيت أثناء الولادة بعد خمسة أشهر.
في سن العاشرة تقريبًا، وقت وفاة والدته تقريبًا، ذهب ألويس للعيش مع يوهان نيبوموك في مزرعته.  سمي يوهان نيبوموك هيدلر (المعروف أيضًا باسم يوهان نيبوموك هوتلر) على اسم القديس البوهيمي، يوهان فون نيبوموك، وهو قديس مهم للبوهيميين من العرق الألماني والتشيكي. أصبح يوهان نيبوموك مزارعًا ناجحا نسبيًا وتزوج من إيفا ماريا ديكر (1792-1873)، التي كانت في الخامسة عشرة من عمره.
أصدر النازيون كتيبًا خلال حملة الانتخابات الثانية لعام 1932 بعنوان «حقائق وأكاذيب حول هتلر» التي دحضت الشائعات التي نشرها الحزب الديمقراطي الاجتماعي وحزب الوسط بأن هتلر كان له أسلاف تشيكيون. لا يوجد دليل على أن أي من أسلاف هتلر المعروفين كانوا من أصل تشيكي.

### والده الويس هتلر

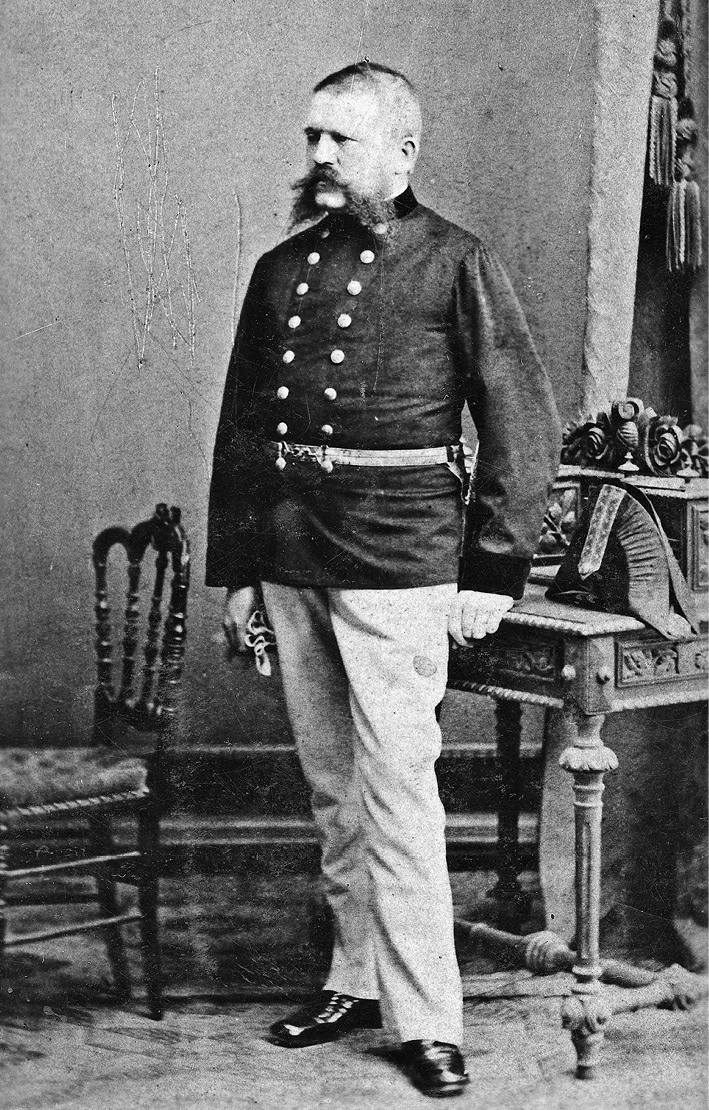
الويس هتلر، والد أدولف

هوية الأب البيولوجي ألويس محل نزاع. من الناحية القانونية، كان يوهان نيبوموك هيدلر ابن عم ألويس شيكلجروبر (في وقت لاحق ألويس هتلر)، وكان يوهان جورج هيدلر شقيق يوهان نيبوموك هو والد زوجته. لأسباب غير معروفة، ربا يوهان نيبوموك ألويس عندما كان صبيا. من الممكن أنه كان في الواقع الأب الطبيعي لألويس لكنه لم يتمكن من الاعتراف بذلك علنًا بسبب زواجه. توفي يوهان نيبوموك في 17 سبتمبر 1888 وترك ألويس جزءًا كبيرًا من مدخراته.

### 1910s
في عام 1909، التقى الويس هتلر جونيور بإمرأة إيرلندية أسمهابريدجيت داولينج في معرض دبلن للخيل. هربوا إلى لندن وتزوجوا في 3 يونيو 1910. هدد وليام داولينج، والد بريدجيت، باعتقال ألويس بتهمة الاختطاف، لكن بريدجيت ثنته. استقر الزوجان في ليفربول، حيث ولد ابنهما وليام باتريك هتلر في عام 1911. عاشت الأسرة في شقة في 102 بشارع ستانهوب العلوي. تم تدمير المنزل في الغارة الجوية الألمانية الأخيرة على ليفربول في 10 يناير 1942. لم يبق شيء من المنزل أو تلك التي أحاطت به، وتم في نهاية المطاف تطهير المنطقة. تدعي مذكرات بريدجيت داولينج أن هتلر عاش معهم في ليفربول من عام 1912 إلى عام 1913 أثناء هروبه لتجنب التجنيد في بلده النمسا-المجر، لكن معظم المؤرخين يرفضون هذه القصة باعتبارها خيالًا تم اختراعه لجعل الكتاب أكثر جاذبية للناشرين. حاول ألويس كسب المال عن طريق إدارة مطعم صغير في شارع ديل، وهو منزل داخلي في شارع البرلمان وفندق في ماونت بليزانت، وقد فشل كل ذلك. ترك ألويس جونيور عائلته في مايو 1914 وعاد وحده إلى الإمبراطورية الألمانية.
انتقلت باولا إلى فيينا حيث عملت كسكرتيرة. لم يكن لديها اتصال مع هتلر خلال الفترة التي تضمنت سنواته الصعبة كرسام في فيينا ولاحقًا في ميونيخ، الخدمة العسكرية خلال الحرب العالمية الأولى والأنشطة السياسية المبكرة في ميونيخ. كانت مسرورة لمقابلته مرة أخرى في فيينا خلال أوائل عشرينيات القرن العشرين، على الرغم من أنها ادعت لاحقًا أنها شعرت بخيبة أمل من شهرته المتصاعدة لاحقا.

#### الحرب العالمية الأولى
عندما اندلعت الحرب العالمية الأولى، تقطعت السبل بألويس جونيور وكان من المستحيل على زوجته وابنه الانضمام إليه. تزوج امرأة أخرى، Hedwig Heidemann (أو Hedwig Mickley )، في عام 1916. بعد الحرب، أبلغ طرف ثالث بريدجيت أنه قد مات.
عند اندلاع الحرب العالمية الأولى، كان أدولف هتلر مقيمًا في ميونيخ وتطوع للخدمة في الجيش البافاري كمواطن نمساوي.  تم نشره على فوج المشاة الاحتياطي البافاري 16 (السرية الأولى للواء).   لم تكن حالة هتلر استثنائية لأنه لم يكن الجندي النمساوي الوحيد في قائمة الفوج. من المحتمل أنه تم قبول هتلر في الجيش البافاري إما ببساطة لأنه لم يسأله أحد عما إذا كان مواطنًا ألمانيًا عندما تطوع لأول مرة أو لأن سلطات التجنيد كانت سعيدة بقبول أي متطوع وببساطة لم تهتم بجنسية هتلر، أو لأن ربما أخبر السلطات البافارية أنه ينوي أن يصبح مواطنًا ألمانيًا. 

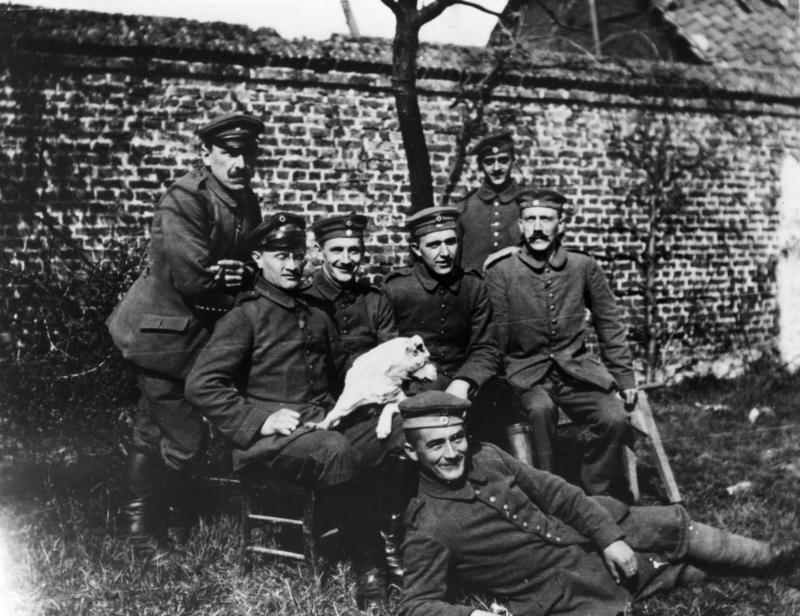
هتلر (يجلس أقصى اليمين) مع رفاقه في الجيش من فرقة المشاة الاحتياطية البافارية 16 (ج. 1914-1918)

تم غرساله على الجبهة الغربية في فرنسا وبلجيكا،  قضى نصف وقته تقريبًا خلف الخطوط الأمامية.   كان حاضراً في معركة إبرس الأولى، معركة السوم، معركة أراس ومعركة باشندايل، وأصيب في السوم. 
حصل على الصليب الحديدي من الدرجة الثانية، عام 1914.  أوصى به هوغو غوتمان، حصل على الصليب الحديدي من الدرجة الأولى في 4 أغسطس 1918،   حصل أيضًا على شارة الجرح السوداء في 18 مايو 1918. 
أثناء خدمته في المقر، تابع هتلر أعماله الفنية، ورسم الرسوم المتحركة، والتعليمات لصحيفة الجيش. خلال معركة السوم في أكتوبر 1916، أصيب إما في أصل الفخذ (مغبن)  أو في الفخذ الأيسر بقذيفة. 

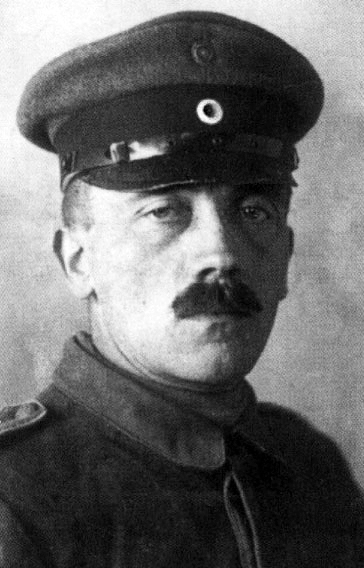
هتلر كجندي خلال الحرب العالمية الأولى (1914-1918)

أمضى هتلر شهرين تقريبًا في مستشفى الصليب الأحمر في بيليتز، وعاد إلى فوجه في 5 مارس 1917.  في 15 أكتوبر 1918، أصيب بالعمى مؤقتًا بسبب هجوم بغاز الخردل وتم نقله إلى المستشفى في باسووك.  أثناء وجوده، علم هتلر بهزيمة ألمانيا،  و - من خلال حسابه الخاص - عند تلقي هذه الأخبار، عانى من نوبة ثانية من العمى. 
أصيب هتلر بالمرارة بسبب انهيار المجهود الحربي.  ووصف الحرب بأنها «أعظم التجارب»، وقد امتدحه الضباط القادة لشجاعته.  عززت التجربة وطنيته الألمانية الشغوفة وصدمته من استسلام ألمانيا في نوفمبر 1918.  مثل القوميين الألمان الآخرين، آمن بDolchstoßlegende (أسطورة الطعنة في الظهر)، التي ادعت أن الألماني الجيش، «لم يهزم في الميدان»، «بل طعن في الظهر» من الجبهة الداخلية من قبل القادة المدنيين والماركسيين، الذين أطلق عليهم فيما بعد اسم «مجرمي نوفمبر». 
نصت معاهدة فرساي على أنه يجب على ألمانيا التخلي عن العديد من أراضيها وتجريد راينلاند من السلاح. فرضت المعاهدة عقوبات اقتصادية وفرضت تعويضات باهظة على البلاد. اعتبر العديد من الألمان المعاهدة - خاصة المادة 231، التي أعلنت ألمانيا مسؤولة عن الحرب - بمثابة إذلال.  معاهدة فرساي والظروف الاقتصادية والاجتماعية والسياسية في ألمانيا بعد الحرب استغلها هتلر لاحقًا لتحقيق مكاسب سياسية. 

### العشرينات
في 14 مارس 1920، ولد هينريش "هاينز" هتلر لوالديه ألويس جونيور وزوجته الثانية هيدويغ هايدمان. في عام 1924، حوكم الويس جونيور بتهمة الزواج المتعدد، ولكن تمت تبرئته بسبب تدخل بريدجيت نيابة عنه. بقي نجله الأكبر، وليام باتريك، مع ألويس وعائلته الجديدة خلال رحلاته المبكرة إلى جمهورية فايمار بألمانيا في أواخر عشرينيات وأوائل ثلاثينيات القرن العشرين.
عندما تم حجز أدولف في لاندسبرغ، قامت أنجيلا بالرحلة من فيينا لزيارته. رافقت ابنتا أنجيلا، جيلي وإلفريدي، والدتهما عندما أصبحت مدبرة منزل هتلر في عام 1925؛ كانت جيلي راوبال في السابعة عشرة من عمرها في ذلك الوقت وستقضي السنوات الست التالية في اتصال وثيق مع ما يعتر مثل عمها.  حصلت والدتها على منصب مدبرة منزل في فيلا بيرغوف بالقرب من بيرشتسجادن عام 1928.  انتقلت جيلي إلى شقة هتلر في ميونيخ عام 1929 عندما التحقت بجامعة لودفيج ماكسيميليان لدراسة الطب. لم تكمل دراستها الطبية. 
عندما وصل إلى السلطة كزعيم للحزب النازي، أبقى هتلر كبح جماحه عن ابنة أخته وتصرف بطريقة استبدادية وتملك.  عندما اكتشف أنها كانت على علاقة بسائقه، إميل موريس، أجبر على إنهاء القضية وطرد موريس من خدمته الشخصية.   بعد ذلك لم يسمح لها بالتواصل بحرية مع الأصدقاء، وحاول أن يكون هو أو شخص يثق به بالقرب منها في جميع الأوقات، يرافقها في رحلات التسوق والأفلام والأوبرا. 
التقى أدولف بإيفا براون، في 23 سنة من عمره، في استوديو هاينريش هوفمان للتصوير الفوتوغرافي في ميونيخ في أكتوبر 1929.  وقد قام أحيانًا بمواعدة نساء أخريات أيضًا، بما في ذلك ابنة هوفمان، هنرييتا، وماريا ريتر. 

### الثلاثينات
اختفت ابنة أخت هتلر، جيلي راوبال، حياتها في عام 1931. بدأت الشائعات على الفور في وسائل الإعلام حول علاقة جنسية محتملة، وحتى القتل.   يؤكد المؤرخ إيان كيرشو أن القصص التي تم تداولها في ذلك الوقت بخصوص «الممارسات المنحرفة الجنسية المزعومة يجب أن ينظر إليها على أنها... دعاية معادية لهتلر». 
بعد اتصالها القليل مع شقيقها أدولف، كانت باولا مسرورة لمقابلته مرة أخرى في فيينا خلال أوائل الثلاثينيات.
عندما فاز حزب العمال الألماني الاشتراكي ب107 مقعدا في برلمان الرايخ في عام 1930.

### الحرب العالمية الثانية
عندما قاد هتلر ألمانيا إلى الحرب العالمية الثانية، أصبح بعيدًا عن عائلته. ابتعدت أنجيلا عن أدولف بعد أن رفضت علاقة أدولف مع إيفا براون، ولكن في النهاية أعادت الاتصال به خلال الحرب. كانت أنجيلا وسيطه مع بقية أفراد الأسرة، لأن أدولف لم يكن يريد التواصل. في عام 1941، باعت مذكراتها عن سنواتها مع هتلر إلى فرانزر ايهر، والتي جلبت لها 20,000 رايخ مارك. في هذه الأثناء، واصل ألويس جونيور إدارة مطعمه طوال فترة الحرب. تم القبض عليه من قبل البريطانيين، ولكن تم الإفراج عنه عندما اتضح أنه لم يلعب أي دور في نظام شقيقه.
خدم زوجان من أقارب أدولف في ألمانيا النازية خلال الحرب. ابن شقيق أدولف هاينز كان عضوا في الحزب النازي. التحق بأكاديمية النخبة العسكرية، ومعاهد التربية السياسية الوطنية (نابولا) في بالنشتيت / سكسونيا - انهالت [1] . طموحًا في أن يصبح ضابطًا، انضم هاينز إلى الجيش ( هير ) كضابط (صف) إشارة في فوج بوتسدامر الثالث والعشرين في عام 1941، وشارك في غزو الاتحاد السوفيتي، عملية بربروسا. في 10 يناير 1942، تم القبض عليه من قبل القوات السوفيتية وإرساله إلى سجن موسكو العسكري بوتيركا، حيث توفي، عن عمر 21 عامًا، بعد الاستجواب والتعذيب. لم يتزوج قط ولم يكن لديه أطفال.
ابن أخ أدولف الآخر، ليو رودولف راوبال، تم تجنيده في لوفتفافه. أصيب في يناير 1943 خلال معركة ستالينجراد،  وطلب فريدريش باولوس من هتلر طائرة لإجلاء راوبال إلى ألمانيا. رفض هتلر وتم القبض على راوبال من قبل السوفييت في 31 يناير 1943. أعطى هتلر أوامر للتحقق من إمكانية تبادل الأسرى مع السوفييت بمقايضة ابن ستالين ياكوف دوجوغاشفيلي، الذي كان في الأسر الألماني منذ 16 يوليو 1941. رفض ستالين استبداله برأوبال أو بفريدريش باولوس،  وقال «الحرب هي الحرب».
في ربيع عام 1945، بعد تدمير دريسدن في الهجوم بالقنابل الضخم في 13/14 فبراير، نقل أدولف أنجيلا إلى بيرشتسجادن لتجنب القبض عليها من قبل السوفييت. أيضا، ترك لها وشقيقته الصغرى بولا أكثر من 100,000 رايخ مارك. بالكاد رأت بولا شقيقها خلال الحرب. هناك بعض الأدلة على مشاركة بولا بالمعتقدات القومية الألمانية القوية لأخيها، لكنها لم تكن نشطة سياسيًا ولم تنضم أبدًا إلى الحزب النازي. خلال الأيام الأخيرة من الحرب، في سن 49، تم دفعها إلى بيرشتسجادن، ألمانيا، على ما يبدو بناء على أوامر من مارتن بورمان.
بعد منتصف ليل ليلة 28-29 أبريل 1945، تزوج أدولف وإيفا براون في احتفال مدني صغير داخل قبو الفوهرر في برلين.  في نفس الموقع، في اليوم التالي من 30 أبريل / نيسان، انتحر الزوجان. 

### ما بعد الحرب العالمية الثانية
في وصية هتلر الأخيرة، ضمّن لأنجيلا معاشًا يبلغ 1000 رايخ مارك شهريًا. من غير المؤكد ما إذا كانت قد تلقت أيًا من هذا المبلغ. ومع ذلك، فقد أشادت به للغاية حتى بعد الحرب، وادعت أنه لا شقيقها ولا هي نفسها كانت تعرف أي شيء عن المحرقة. أعلنت أنه إذا كان هتلر يعرف ما يجري في معسكرات الاعتقال، لكان قد أوقفهم.
تم القبض على شقيقة أدولف بولا من قبل ضباط المخابرات الأمريكية في مايو 1945 وتم استجوابهم في وقت لاحق من ذلك العام. يُظهر نص نسخة من أحد الوكلاء يلاحظ أنها تحمل تشابهًا جسديًا مع شقيقها. أخبرتهم أن الروس صادروا منزلها في النمسا، وقد صادر الأمريكيون شقتها في فيينا وأنها كانت تأخذ دروسًا في اللغة الإنجليزية. وصفت علاقة طفولتها مع شقيقها بأنها عبارة عن مشاحنات مستمرة ومودة قوية. وقالت بولا إنها لا تستطيع أن تجعل نفسها تعتقد أن شقيقها مسؤول عن المحرقة. كما أخبرتهم أنها قابلت إيفا براون مرة واحدة فقط. تم إطلاق سراح بولا من الحجز الأمريكي وعادت إلى فيينا، حيث عاشت على مدخراتها لبعض الوقت، ثم عملت في متجر للفنون والحرف.
تم الاتصال بأقارب آخرين لهتلر من قبل السوفييت. في مايو 1945، تم القبض على خمسة من أقارب هتلر، وأولاد عمه، ماريا، يوهان وإدوارد شميدت، إلى جانب زوج ماريا إجناز كوبنشتاينر، ابنهما أدولف، ويوهان شميدت جونيور، ابن ماريا وشقيق إدوارد المتوفى يوهان. تم اعتقال كوبينشتاينر من قبل السوفييت على أساس أنه «وافق على خطط [هتلر] الإجرامية ضد الاتحاد السوفييتي». توفي في سجن موسكو عام 1949. توفي كل من إدوارد وماريا في الحجز السوفياتي في 1951 و1953 على التوالي. تم إطلاق سراح يوهان جونيور في عام 1955. تم العفو عن هؤلاء الأقارب بعد وفاته من قبل روسيا في عام 1997.  
في عام 1952، انتقلت بولا هتلر إلى بيرشتسجادن، قيل إنها تعيش «في عزلة» في شقة من غرفتين باسم بولا وولف. («وولف» كان لقب أدولف هتلر الذي تم تبنيه ذاتيًا.)  خلال هذا الوقت، تم الاعتناء بها من قبل الأعضاء السابقين في قوات الأمن الخاصة والناجين من الدائرة الداخلية لأخيها.  في فبراير 1959، وافقت على مقابلة بيتر مورلي، منتج وثائقي لمحطة التلفزيون البريطانية Associated-Rediffusion. كانت المحادثة الناتجة هي المقابلة الوحيدة التي تم تصويرها على الإطلاق وتم بثها كجزء من برنامج يسمى Tyranny: The Years of Adolf Hitler. تحدثت في الغالب عن طفولة هتلر. توفت أنجيلا بسكتة دماغية في 30 أكتوبر 1949. توفي شقيقها، الويس جونيور، في 20 مايو 1956 في هامبورغ. في ذلك الوقت، كان اسمه ألويس هيلير. توفيت بولا، آخر شقيق لأدولف على قيد الحياة، في 1 يونيو 1960، عن عمر يناهز 64 عامًا.

## قائمة أفراد الأسرة
- أدولف هتلر (1889–1945)
- إيفا براون (1912-1945)، زوجة
- ألويس هتلر، الأب (1837-1903)، أب
- كلارا هتلر (1860–1907)، أم
- الويس هتلر جونيور (1882–1956)، الأخ الأكبر غير الشقيق
- أنجيلا هتلر (1883-1949)، أخت غير شقيقة
- مات أربعة من أشقاء أدولف في مرحلة الطفولة بأمراض مختلفة:

- توفي غوستاف هتلر (1885-1887) من الخناق
- توفيت إيدا هتلر (1886-1888) بسبب الخناق
- توفي أوتو هتلر (1892-1892) من استسقاء الرأس
- توفي إدموند هتلر (1894-1900) بسبب الحصبة

- بولا هتلر (1896–1960)، أخته الصغرى
- بريدجيت داولينج (1891–1969)، أخته غير الشقيقة
- جيلي روبال (1908-1931) ابنة أخته
- جريتل براون (1915–1987)، أخته غير الشقيقة من خلال زواج هتلر من إيفا براون
- هاينز هتلر (1920-1942)، ابن أخيه
- إليس براون (1909-1979)
- يوهان جورج هيدلر (1792–1857)، جد أبوه المفترض
- يوهان نيبوموك هيدلر (1807-1888)
- ليو روبال جونيور (1906-1977)
- ماريا شيكلجروبر (1795–1847)
- جوانا هيدلر (1830-1906)
- وليام باتريك هتلر (1911-1987)

## روابط خارجية
- Newspaper clippings about Hitler family in the 20th Century Press Archives of the ZBW